# داماریس آگیره
داماریس آگیره (اسپانیایی: Damaris Aguirre‎؛ زادهٔ ۲۵ ژوئیهٔ ۱۹۷۷) وزنه‌بردار سابق زن اهل مکزیک است.
وی در مسابقات کشوری و بین‌المللی در مجموع برندهٔ ۱ مدال نقره و ۱ مدال برنز شده‌است.